# David Nascimento
David (Dadá) de Sousa Nascimento (São Vicente, 16 maart 1966) is een Portugees-Kaapverdisch voetbaltrainer en voormalig profvoetballer. 

## Speler
David Nascimento begon zijn carrière in Portugal bij Amora FC. In 1985 kwam hij bij FC Barreirense waar hij debuteerde in de II Divisão. In 1989 ging hij naar Vitória Setúbal en een jaar later werd hij gecontracteerd door Vitória Guimarães dat hem in het seizoen 1990-1991 stalde bij filiaal Sport Benfica e Castelo Branco in de II Divisão Honra.
Hij liet vanwege de liefde zijn contract bij Vitória Guimarães ontbinden en ging naar Nederland. Hij trainde bij Vitesse en aan het begin van het seizoen 1991-1992 maakte hij, na een proefperiode, de overstap naar RKC, waar hij één seizoen zou blijven. Tijdens de twee daaropvolgende seizoenen bij Roda JC werd hij geselecteerd voor het Portugese nationale elftal. In 1994 verkaste hij naar FC Utrecht. Hij speelde hier vier volle jaargangen en was een vaste waarde in het team. In het seizoen 1998-1999 haalde trainer Martin Jol hem naar RKC Waalwijk en maakte hem aanvoerder. Drie seizoenen later verhuisde hij naar RBC Roosendaal. Bij Sparta Rotterdam sloot hij ten slotte zijn actieve spelerscarrière af op 38-jarige leeftijd.

## Trainer
Na zijn carrière als voetballer ging David Nascimento in het seizoen 2004-2005 als trainer aan de slag bij de C1-jeugd van Sparta Rotterdam. Hij won met dit team het Nike-toernooi en mocht het opnemen tegen andere Europese toernooiwinnaars als Sporting Lissabon, Manchester United en Juventus. Nog ditzelfde seizoen namen trainers David Nascimento en Adri van Tiggelen aan het begin van de nacompetitie het roer over van Sparta-trainer Mike Snoei en promoveerden met Sparta naar de Eredivisie.
In het seizoen erna liep David Nascimento stage bij Louis van Gaal, die toen trainer van AZ was. In het seizoen 2006-2007 werd Nascimento trainer/coach van Jong FC Utrecht en eindigde daarmee als tweede in de landelijke beloftencompetitie. Ook werd hij door trainer/technisch directeur Foeke Booy naar het eerste team van FC Utrecht gehaald, waar hij tot eind 2009 assistent-trainer werd naast John van Loen. In 2009 behaalde Nascimento aan de KNVB-Academie het hoogste trainersdiploma Coach betaald Voetbal (UEFA Pro). Hij nam zijn hoogste trainersdiploma in ontvangst op 17 februari 2010.
Nascimento werd op 22 oktober 2010 aangesteld als trainer van de topklasser Sparta Nijkerk, als opvolger van de ontslagen Raymond Schuurman. In het seizoen 2011-2012 was hij hoofd jeugdopleidingen van het Zuid-Afrikaanse Mamelodi Sundowns. Vanaf juni 2012 tot februari 2013 was hij assistent van John van 't Schip bij Chivas Guadalajara in Mexico. In 2014 was hij enkele maanden technisch directeur bij APOEL FC op Cyprus.
Op 22 januari 2018 werd Nascimento aangesteld als hoofdtrainer van FC Eindhoven als opvolger van Wilfred van Leeuwen. Hij ondertekende een contract tot het einde van het seizoen 2017/18 met een optie op verlenging. Medio 2019 werd hij opgevolgd door Ernie Brandts. Vanaf het seizoen 2024-2025 was hij hoofdtrainer van FC Den Bosch. Met die club pakte hij op 4 oktober 2024 de Eerste Periode van de Keuken Kampioen Divisie. In de thuiswedstrijd tegen Vitesse op 18 oktober 2024, ontving hij uit handen van zijn vrouw het Bronzen Schild voor beste trainer van die Eerste Periode. Ondanks de goede resultaten is er toch, al vanaf het begin van het seizoen, kritiek op de Portugees. Niet alleen van wisselspelers, maar ook spelers die in de basis staan en vanuit het technische hart is er weerstand. Vooral op het gebied van communicatie en het niet beter maken van jonge spelers. Na een crisisberaad op 5 november 2024 laat de club weten dat ze, ondanks meningsverschillen, toch met Nascimento doorgaan. Uiteindelijk wordt de trainer op 11 november 2024 toch door de club op non-actief gesteld.

## Clubstatistieken
| Seizoen  | Club             | Duels | Goals |
| -------- | ---------------- | ----- | ----- |
| 1991-'92 | RKC              | 16    | 1     |
| 1992-'93 | Roda JC          | 27    | 0     |
| 1993-'94 | Roda JC          | 28    | 0     |
| 1994-'95 | FC Utrecht       | 30    | 1     |
| 1995-'96 | FC Utrecht       | 30    | 1     |
| 1996-'97 | FC Utrecht       | 22    | 1     |
| 1997-'98 | FC Utrecht       | 32    | 2     |
| 1998-'99 | FC Utrecht       | 9     | 0     |
| 1998-'99 | RKC Waalwijk     | 19    | 0     |
| 1999-'00 | RKC Waalwijk     | 30    | 1     |
| 2000-'01 | RKC Waalwijk     | 30    | 3     |
| 2001-'02 | RKC Waalwijk     | 27    | 0     |
| 2002-'03 | RBC Roosendaal   | 25    | 1     |
| 2003-'04 | Sparta Rotterdam | 36    | 2     |
| 2004-'05 | Sparta Rotterdam | 1     | 0     |